# Wurzbach
Wurzbach è una città di 3.098 abitanti della Turingia, in Germania.
Appartiene al circondario della Saale-Orla (targa SOK) ed è indipendente delle comunità amministrative (Verwaltungsgemeinschaft).

## Geografia antropica

### Frazioni
Il comune comprende le seguenti località:
- Grumbach
- Heberndorf
- Heinersdorf
- Ossla
- Titschendorf
- Weitisberga